# Дюпарк, Тереза
Марки́за Тере́за дё Горла́, госпожа Дюпа́рк (фр. Marquise-Thérèse de Gorla, dite Mlle Du Parc; 1633 — 11 декабря 1668, Париж, Франция) — французская актриса, выступавшая в труппе Мольера и в театрах Бургундский отель и Марэ («Театр на болотах»).

## Биография
Дочь «механика» (фр. opérateur) Джакомо да Горла, назначенного в Лион в 1635 г.
Начала выступать как танцовщица и актриса в одной из провинциальных трупп, игравших в Лионе. Предположительно, именно там её увидел Мольер и пригласил в труппу Шарля Дюфрена, вместе с которым тогда вёл театральное дело. Известно, что 23 февраля 1653 г. Тереза выходит замуж за одного из актёров труппы Мольера, Рене́ Бертело́, прозванного Дюпарк. В дальнейшем, она выступала на сцене под именем госпожи Дюпарк.
Тереза была очень красива и обладала большим драматическим талантом. Во время гастролей в Руане на неё обратил внимание Пьер Корнель, посвятивший ей стихи:

Да, Ваши чары несравненны, — 

Но те, что мало ценит свет,

Одни пребудут неизменны, 

Переживут и Ваш расцвет.

Они спасут, быть может, славу

Меня очаровавших глаз,

И через сотни лет по праву

Заставят говорить о Вас…

24 октября 1658 г. Дюпарк в составе труппы Мольера выступает в Париже перед королём Людовиком XIV. После этого она с мужем уходит от Мольера к Пьеру Корнелю, обещавшему писать пьесы специально для неё, в Театр на Болотах (Марэ), однако уже через год возвращается.
28 октября 1664 г. умирает Рене Бертело-Дюпарк.
Мольер старается давать Терезе первые роли, но ей, очень хорошей танцовщице, также приходится часто выступать в дивертисментах придворных балетов. В 1666 г. она, ищущая успеха на трагической сцене и увлечённая любовной страстью к Жану Расину, переходит в труппу театра Бургундский отель. Расин пишет для ней трагедию «Андромаха». Её успех настолько велик, что самые знатные сеньоры Франции согласны бросить к её ногам свои титулы и богатства. Граф де Бюсси пишет, что он «восхищён звездой Дюпарк, которая зажгла тысячу страстей в тысяче людей, среди которых ни одной посредственности…»
Она внезапно умирает 11 декабря 1668 г. в возрасте 35 лет. Многие современники, в свете ходивших слухов о её скорой свадьбе с шевалье де Роганом, предполагали, что она была отравлена семьей шевалье, но, скорее всего, истинной причиной смерти стала тяжелая беременность и выкидыш.
М.Булгаков в романе «Жизнь господина де Мольера» так напишет о ней: «ушла из жизни Тереза-Маркиза Дюпарк, прославив себя перед смертью исполнением расиновской Андромахи в Бургонском Отеле. Покинула мир обольстительная танцовщица, сделавшаяся ко времени зрелости большой трагической актрисой.»

## Творчество
- 1658 — «Шалый» Мольера, Ипполита
- 1658 — «Никомед» Корнеля, (?)
- 1660 — «Сганарель» Мольера, Селия
- 1660 — «Любовь Дианы и Эндимиона» Жильбера, Ночь
- 1661 — «Дон Гарсия Наваррский» Мольера, Донна Эльвира или Элиза
- 1661 — «Докучные» Мольера, Климена
- 1663 — «Критика школы жён» Мольера, Климена
- 1663 — «Версальский экспромт» Мольера, Г-жа Дюпарк, жеманная маркиза
- 1664 — «Брак поневоле» Мольера, Доримена
- 1664 — «Принцесса Элидская» Мольера, Агланта
- 1665 — «Дон Жуан» Мольера, Донна Эльвира
- 1666 — «Мизантроп» Мольера, Арсиноя
- 1666 — «Мелисерта» Мольера, Мелисерта
- 1667 — «Андромаха» Расина, Андромаха

## Интересные факты
- История жизни Терезы Дюпарк легла в основу фильма Веры Бельмон «Маркиза». Заглавную роль в этом фильме сыграла Софи Марсо.